# Grof Rajmond I. od Pallarsa i Ribagorze
Grof Rajmond I. od Pallarsa i Ribagorze (šp. Ramón I de Ribagorza y Pallars) (umro 920.) bio je španjolski plemić. Na francuskom je znan kao Raymond Ier.
Njegov je otac možda bio grof Donat Loup od Bigorre, a majka Faquilène de Rouergue. Zna se sa sigurnošću da je imao sestru imenom Dadilda, preko koje je bio ujak dvojice kraljeva Pamplone, Sanča i Jimena.
Nije uopće poznato kako je on točno postao grof, ali se smatra da je u svojoj vlasti držao neku zemlju južno od Pireneja.
905. Rajmond se udružio s kraljem Asturije kako bi postavio svog nećaka Sanča na tron Pamplone.
Umro je 920.

## Obitelj
Rajmond je prvo oženio gospu zvanu Guinigenta. Ovo su njihova djeca:
- Bernard I. od Ribagorze[3]
- Isarn[4]
- Lope I. od Pallarsa, muž Gotrude od Cerdañe
- Ato, biskup
- Miron,[5] muž Gemo